# Bertrand Daille
Pour les articles homonymes, voir Daille.
Bertrand Daille, né le 11 octobre 1971 à Chambéry, est un céiste français de slalom. 
Il participe aux Jeux olympiques d'été de 1992 à Barcelone, terminant onzième en C2 slalom avec Éric Biau.
Il est médaillé d'argent en canoë biplace (C2) individuel et par équipe aux Championnats du monde 1993 à Mezzana. Aux Championnats du monde 1995 à Nottingham, il est médaillé d'argent en C2 par équipe et médaillé de bronze en C2. Il remporte la médaille d'or en C2 par équipe aux Championnats du monde 1997 à Três Coroas puis la médaille de bronze en C2 par équipe aux Championnats d'Europe 1998 à Roudnice nad Labem. Aux Championnats du monde 1999 à La Seu d'Urgell, il est médaillé de bronze en C2 et en C2 par équipe.
Il est le frère du céiste Jérôme Daille et l'oncle du kayakiste Étienne Daille.